# صدر وائلة
صدر وائلة: أحد مراكز إمارة منطقة عسير، تقع في غرب أبها على مسافة 30 كيلاً. ويقطنها 1903 نسمة.